# Passer hispaniolensis
La passera sarda, o passera spagnola (Passer hispaniolensis Temminck, 1820) è un uccello passeriforme della famiglia Passeridae.

## Descrizione
La passera sarda differisce dalle altre specie di passeri presenti in Italia prevalentemente per la colorazione del petto. Inoltre non presenta alcuna macchia guanciale, a differenza della passera mattugia. Il maschio presenta una colorazione nera molto marcata ma a tratti del petto mentre la femmina è indistinguibile dalla femmina della passera europea. Inoltre il maschio presenta un sopracciglio bianco leggermente più marcato della passera d'Italia.

## Distribuzione e habitat
La si trova in Italia prevalentemente in Sardegna e in Sicilia e poi in piccole colonie anche sull'Adriatico. Si può trovare in Nord Africa durante tutto l'anno, e dalla Croazia alle sponde del Mar Caspio come areale riproduttivo abbandonato durante l'inverno. Nella parte meridionale della Spagna e nella parte costiera del Marocco, invece, si può osservare durante la migrazione.

## Biologia

### Alimentazione
Essendo onnivoro, mangia di tutto, con una maggior predilezione per semi, frutta, insetti.

## Riproduzione
La passera sarda nidifica spesso in grandi colonie situati in boschetti e zone con arbusti alti. Il nido è costruito prevalentemente con rami e erba. Inoltre, anche se più raramente la si può trovare in cavità di nidi di uccelli più grandi come le cicogne

## Sistematica
Ne sono conosciute 2 sottospecie:
- Passer hispaniolensis hispaniolensis
- Passer hispaniolensis transcaspicus

Secondo recenti studi genetici è individuabile nella passera sarda un'altra sottospecie da alcuni non ancora accettata, ovvero Passer hispaniolensis maltae detta volgarmente passera di malta e diffusa soprattutto in Sicilia e nelle isole del canale di Sicilia.
Secondo altri ricercatori non sarebbe invece altro che un caso di ibridazione della passera sarda e la passera d' Italia.